# Elemer Kocsis
Elemer Kocsis (węg. Elemér Kocsis, ur. 26 lutego 1910 w Nagyszalonta, zm. 6 października 1981 w Oradei) – rumuński piłkarz węgierskiego pochodzenia występujący na pozycji napastnika, reprezentant Rumunii w latach 1931–1933, trener piłkarski.

## Kariera klubowa
Kocsis zaczynał grę w piłkę nożną w swoim rodzinnym mieście Salonta w klubie NSC. W 1928 przeszedł do CA Oradea, jednego z najlepszych klubów w regionie. W barwach CA regularnie grał o mistrzostwo, ale jego największym sukcesem było zajęcie drugiego miejsca w sezonie 1934/35, za Ripensią Timișoara.
W 1937, po dziewięciu latach, Kocsis opuścił CA i dołączył do Tricolor, które grało w drugiej lidze. W zespole spędził 11 lat, notując z klubem trzy awanse do Liga I. Po sezonie 1947/48 Kocsis zakończył karierę w wieku 38 lat.
| Sezon   | Klub          | Kraj    | Rozgrywki       | Mecze | Bramki |
| ------- | ------------- | ------- | --------------- | ----- | ------ |
| 1928/29 | CA Oradea     | Rumunia |                 |       |        |
| 1929/30 | CA Oradea     | Rumunia |                 |       |        |
| 1930/31 | CA Oradea     | Rumunia |                 |       |        |
| 1931/32 | CA Oradea     | Rumunia | Elită Regională |       |        |
| 1932/33 | CA Oradea     | Rumunia | Liga I          | 12    | 11     |
| 1933/34 | CA Oradea     | Rumunia | Liga I          | 13    | 10     |
| 1934/35 | CA Oradea     | Rumunia | Liga I          | 22    | 8      |
| 1935/36 | CA Oradea     | Rumunia | Liga I          | 21    | 8      |
| 1936/37 | CA Oradea     | Rumunia | Liga I          | 20    | 6      |
| 1937/38 | Tricolor CFPV | Rumunia | Liga II         |       |        |
| 1938/39 | Tricolor CFPV | Rumunia | Liga I          | 20    | 5      |
| 1939/40 | Tricolor CFPV | Rumunia | Liga II         |       |        |
| 1940/41 | FC Ploiești   | Rumunia | Liga I          | 4     | 0      |
| 1941/42 | FC Ploiești   | Rumunia | Liga I          |       |        |
| 1942/43 | FC Ploiești   | Rumunia | Liga I          | 16    | 5      |
| 1943/44 | FC Ploiești   | Rumunia | Liga I          | 8     | 0      |
| 1944/45 | FC Ploiești   | Rumunia |                 |       |        |
| 1945/46 | FC Ploiești   | Rumunia |                 |       |        |
| 1946/47 | FC Ploiești   | Rumunia | Liga II         |       |        |
| 1947/48 | FC Ploiești   | Rumunia | Liga I          | 7     | 0      |

## Kariera reprezentacyjna
Kocsis został powołany na Mistrzostwa Świata 1930. Kocsis spędził turniej na ławce rezerwowych, a Rumunia odpadła po fazie grupowej. 
Kocsis w drużynie narodowej zadebiutował 10 maja 1931 w wygranym 5:2 spotkaniu z Bułgarią. Sięgnął po zwycięstwo w rozgrywkach Balkan Cup.
Ostatni mecz w zespole Rumunii rozegrał 24 września 1933. Przeciwnikiem była drużyna Węgier, a mecz zakończył się zwycięstwem Rumunów 5:1. Łącznie w latach 1931–1933 Kocsis wystąpił w reprezentacji w 12 spotkaniach, w których strzelił 5 bramek.
| Mecze i gole w reprezentacji | Mecze i gole w reprezentacji | Mecze i gole w reprezentacji | Mecze i gole w reprezentacji | Mecze i gole w reprezentacji | Mecze i gole w reprezentacji | Mecze i gole w reprezentacji |
| #                            | Data                         | Miasto                       | Przeciwnik                   | Gol                          | Wynik                        | Rozgrywki                    |
| ---------------------------- | ---------------------------- | ---------------------------- | ---------------------------- | ---------------------------- | ---------------------------- | ---------------------------- |
| 1.                           | 10.05.1931                   | Bukareszt                    | Bułgaria                     |                              | 5:2                          | Balkan Cup                   |
| 2.                           | 28.06.1931                   | Zagrzeb                      | Jugosławia                   |                              | 4:2                          | Balkan Cup                   |
| 3.                           | 23.08.1931                   | Warszawa                     | Polska                       | Gol                          | 3:2                          | towarzyski                   |
| 4.                           | 26.08.1931                   | Kowno                        | Litwa                        |                              | 4:2                          | towarzyski                   |
| 5.                           | 20.09.1931                   | Oradea                       | Czechosłowacja               | Gol · Gol                    | 4:1                          | Puchar Europy Środkowej      |
| 6.                           | 04.10.1931                   | Budapeszt                    | Węgry                        |                              | 0:4                          | Puchar Europy Środkowej      |
| 7.                           | 29.11.1931                   | Ateny                        | Grecja                       |                              | 4:2                          | Balkan Cup                   |
| 8.                           | 08.05.1932                   | Bukareszt                    | Austria                      | Gol · Gol                    | 4:1                          | Puchar Europy Środkowej      |
| 9.                           | 12.06.1932                   | Bukareszt                    | Francja                      |                              | 6:3                          | towarzyski                   |
| 10.                          | 26.06.1932                   | Belgrad                      | Bułgaria                     |                              | 0:2                          | Balkan Cup                   |
| 11.                          | 16.10.1932                   | Linz                         | Austria                      |                              | 1:0                          | Puchar Europy Środkowej      |
| 12.                          | 24.09.1933                   | Bukareszt                    | Węgry                        |                              | 5:1                          | Puchar Europy Środkowej      |

## Kariera trenerska
W sezonie 1953 Kocsis był trenerem Progresul Oradea w Divizia A, zajmując z zespołem ostatnie miejsce w tabeli. W pierwszej połowie sezonu 1955 był trenerem Avântul Reghin, a gdy drużyna zajęła ostatnie miejsce w ligowej tabeli, został zwolniony. 
Pracował również w zespołach CFR Oradea, Armata Oradea, Avântul Reghin, Someșul Satu Mare i Chimica Târnăveni. Sezon 1958 to praca w zespole Gloria Bystrzyca, po którym to zakończył karierę trenerską. 

## Sukcesy
Rumunia
- Balkan Cup: 1929/31

FC Ploiești
- Liga II (3): 1937/38, 1939/40, 1946/47